# 헤이디 마크
하이디 마크(Heidi Mark, 1971년 5월 28일 ~ )는 미국의 배우, 모델이다.
콜럼버스에서 태어났다.

## 출연 작품

### 영화
- 디스트렉션 (1997, Weapons of Mass Distraction)
- 록 스타 (2001) - 커크의 부인 역
- 애인 없는 세상 (2002, Life Without Dick)

### 텔레비전
- 더 영 앤 더 레스트리스 (1994)
- 헐크 호간의 썬더볼트 (1994, Thunder in Paradise)
- SOS 해상 구조대 (1995-96)
- 못말리는 번디 가족 (1995-96)